# باستوريلات
الباستوريلات (باللاتينية: Pasteurellaceae) عائلة كبيرة ومتنوعة من المتقلبات سلبية الغرام، وهي العائلة الوحيدة في رتبة الباستوريلاويات. تشمل عوامل ممرضة هامة مثل المستدمية النزلية ولكن أغلبها بكتيريا مطاعمة تقطن في مخاطيات الثدييات والطيور. بعض الأنواع الممرضة في هذه العائلة تسبب أمراضاً عند الإنسان، كالمستدمية النزلية، وغيرها تسبب التهاب اللثة والقرح اللين، كما تشمل عدداً من ممرضات الحيوان.
أعضاء الباستوريلات في الحالة النموذجية عصيات، وهي مجموعة هامة من البكتيريا اللاهوائية المخيرة. تتميز الباستوريلات عن الأمعائيات بوجود الأكسيداز، وعن غيرها من البكتيريا المشابهة بغياب السياط.